# 卡斯特尔古列尔莫
卡斯特尔古列尔莫（義大利語：Castelguglielmo），是意大利罗维戈省的一个市镇。总面积22.1平方公里，人口1727人，人口密度78.1人/平方公里（2009年）。ISTAT代码为029011。